# Creep (2004)
Creep is een Brits-Duitse thriller-horrorfilm uit 2004,  geregisseerd door Christopher Smith.

## Verhaal
Kate (Franka Potente) is op weg is naar een gehoopte ontmoeting met acteur George Clooney. Onderweg raakt ze opgesloten in het metrostelsel van de London Underground. Op zoek naar een uitgang ontmoet Kate een wezen (Sean Harris) dat van de tunnels zijn woning heeft gemaakt en slechte bedoelingen heeft.